# Queen of the South Wanderers Football Club
Queen of the South Wanderers Football Club var en skotsk fodboldklub fra byen Dumfries, der eksisterede i perioden 1873 til 1894. Klubben deltog i Scottish Cup 15 gange, herunder samtlige sæsoner fra 1876-77 til 1889-90, og dens bedste resultat var to ottendedelsfinaler.
Egentlig var der tale om to klubber. Den oprindelige klub blev nedlagt i 1890 men gendannet samme år under navnet Legfield Swifts FC. Allere senere samme år skiftedes navnet til Dumfries Wanderers FC, og året efter nåede man så tilbage til det oprindelige, Queen of the South Wanderers FC.
Klubbens lokale rivaler var bysbørnene 5th KRV, og 1. runde-kampen mellem de to hold i Scottish Cup 1883-84, der endte 7-7, er fortsat rekord for flest scorede mål i en uafgjort kamp i Scottish Cup.